# クロノス・アイチ
『クロノス AICHI』は、2012年4月2日から2013年3月29日までFM AICHIで放送されていた情報番組である。

## 概要
合言葉はGood Morbingである。これは、Morningとmovingとmobileをかけあわせた造語である。TOKYO FM・JFN系列で放送されている『中西哲生のクロノス』の東海地方ローカルパートある。

## パーソナリティ
- 川道良明

## 放送時間
- 月曜 - 金曜 7:30 - 8:00

## 主なコーナー
- 7:35 クロノスアイチ ニュースフラッシュ
- 7:49 名古屋小牧空港フライトインフォメーション Presented by FDA[1]